# Eugenio Dalmasson
Eugenio Dalmasson (Venezia, 7 giugno 1957) è un allenatore di pallacanestro e dirigente sportivo italiano.
Nel 2020, ha vinto il premio Reverberi come allenatore dell'anno.